# Trachurus trecae
Trachurus trecae es una especie de peces de la familia Carangidae en el orden de los Perciformes.

## Morfología
• Los machos pueden llegar alcanzar los 35 cm de longitud total.

## Distribución geográfica
Se encuentra desde el Marruecos hasta Angola. A veces, también presente en el norte de Namibia.